# Gündelbach (Metter)
Der Gündelbach ist ein etwa vier Kilometer langer Bach im mittleren Baden-Württemberg, der im Dorf Gündelbach der Stadt Vaihingen an der Enz im Landkreis Ludwigsburg von links und Nordwesten in die Metter mündet.

## Name
Das Dorf Gündelbach wird zwischen 1116 und 1125 als Ginderatebach erstmals urkundlich genannt. Der Name leitet sich vom weiblichen Personennamen *Gin(d)rāta ab.

## Geographie

### Verlauf
Der Gündelbach entsteht etwa einen Kilometer südwestlich des Sachsenheimer Ortes Häfnerhaslach eben noch auf Gündelbacher Gemarkung im langgezogenen Junghölzle. Von Anfang an fließt er konsequent südöstlich. Noch in seinem Klingenwald tritt die K 1644 aus Häfnerhaslach nach Gündelbach ihm links an die Seite und folgt ihm dann bis zur Mündung.
Am Fuß von deren Talsteige tritt er auf etwas unter 300 m ü. NN in die Flur ein und fließt nun dem Fuß des links von ihm liegenden, bis 387 m ü. NN hohen Hambergs entlang, dessen Hang noch bewaldet bleibt, während rechts von ihm nur niedrige Hügel seine kleine Talmulde von der des nahen und größeren Streitenbachs trennen. Von der linken Hochebene läuft ihm bald ein nur im Oberlauf beständiger Waldklingenbach zu, danach beginnen am Hangabschnitt Lichtenberg die Weinberge. Durch eine Hangkerbe, in der eine Weinbergsteige herabführt, läuft ihm dann längs dieser ein weiterer Zufluss zu, der auf der waldbestandenen Hochebene den über 1 ha großen Hamberger See entwässert.
An der Mündung dieses Zulaufs stehen die ersten Häuser des Mündungsdorfes, das er auf seinem letzten Kilometer Lauf in fast südlicher Richtung durchläuft. Etwas oberhalb des dörflichen Sportplatzes am gegenüberliegenden Metterufer mündet der Gündelbach nach einem Lauf von – je nach Ansatz der Quelle im Junghölzle –  3,8 bis 4,4 km in die hier östlich laufende Metter.

### Einzugsgebiet
Der Gündelbach hat ein Einzugsgebiet von etwa 2,9 km² Größe. Es erstreckt sich von der Nordwestspitze des Junghölzles auf etwa 388 m ü. NN etwa 4,0 km weit nach Südwesten bis zur Mündung auf etwa 234 m ü. NN; quer dazu erreicht es maximal eine Breite von 1,4 km. Der Bach liegt, da links der Hamberg steht und rechts sehr nahe der Streitenbach fließt, deutlich näher der rechten Wasserscheide. Ein zweiter, fast gleich hoher Punkt im Einzugsgebiet liegt auf der flachen Kuppe des Hambergs und erreicht 387 m ü. NN.
Konkurrenten sind im Norden der Kirbach, im Nordosten der Steinbach, im ganzen Westen der schon erwähnte nahe Streitenbach, der lange weniger als einen halben Kilometer entfernt ist; beide haben fast parallelen Lauf zum Gündelbach, der abwärtige Steinbach zieht in sehr viel größerem Abstand.

### Zuflüsse
Liste der Zuflüsse und  Seen von der Quelle zur Mündung. Gewässerlängen in der Regel nach LUBW-FG10 (Datensatzeinträge), Einzugsgebiete entsprechend nach LUBW-GEZG, Seeflächen nach LUBW-SG10, Höhenangaben nach dem Höhenlinienbild auf dem Geodatenviewer. Andere Quellen für die Angaben sind vermerkt.
Ursprung des Gündelbachs nach LUBW-FG10 etwa 1,0 km südwestlich von Sachsenheim-Häfnerhaslach im Junghölzle auf etwa 372 m ü. NN. Die Hintergrundkarte des Geodatenviewers gibt ihm oberhalb dieses Punktes ca. 0,54 km mehr an beständigem Oberlauf und einen Ursprung dann auf etwa 388 m ü. NN.
- Zufluss aus einer Doppelklinge am 387 m ü. NN hohen Hamberg, von links im Gewann Hambach auf 271,6 m ü. NN[7], 1,0 km[8] auf dem wenig längeren rechten Lauf, der auf etwa 365 m ü. NN entsteht.
- Abfluss des 1,012 ha großen  Hamberger Sees, von links am Ortsrand von Gündelbach auf etwas unter 252,3 m ü. NN[7], 0,952 km. Der See liegt auf etwa 358,3 m ü. NN.[9]

Mündung des Gündelbachs nach Durchlaufen des westlichen Gündelbachs auf etwa 234 m ü. NN von links und zuletzt Norden fast schon gegenüber dem dörflichen Sportplatz in die Metter. Der Bach ist hier 3,844 km, mit dem weiteren Kartenoberlauf zusammen etwa 4,4 km lang und hat ein Einzugsgebiet von etwa 2,89 km² hinter sich.

### Ortschaften
Einziger Ort am Lauf wie auch im Einzugsgebiet ist das Dorf Gündelbach der Stadt Vaihingen an der Enz.